# Apogon retrosella
 Apogon retrosella és una espècie de peix de la família dels apogònids i de l'ordre dels perciformes.

## Morfologia
Els mascles poden assolir els 10 cm de longitud total.

## Distribució geogràfica
Es troba des del Golf de Califòrnia fins al sud de Mèxic.